# Campanula petiolata
Campanula petiolata är en klockväxtart som beskrevs av A.Dc. Campanula petiolata ingår i släktet blåklockor, och familjen klockväxter. Inga underarter finns listade i Catalogue of Life.